# Svrljig
Svrljig (Servisch: Сврљиг) is een gemeente in het Servische district Nišava.
Svrljig telt 17.284 inwoners (2002). De oppervlakte bedraagt 497 km², de bevolkingsdichtheid is 34,8 inwoners per km².